# St-Antoine (Wisches)

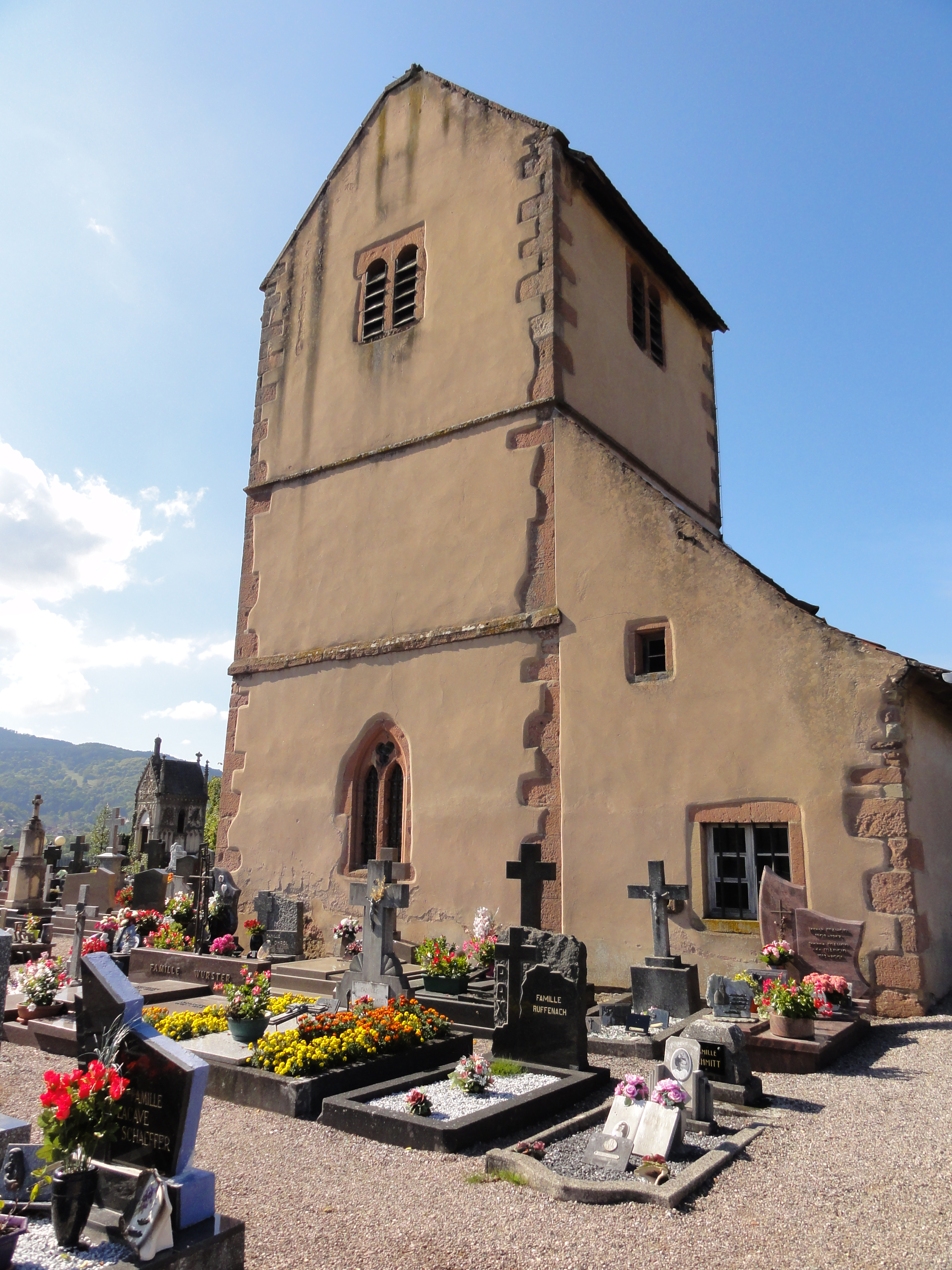
St-Antoine

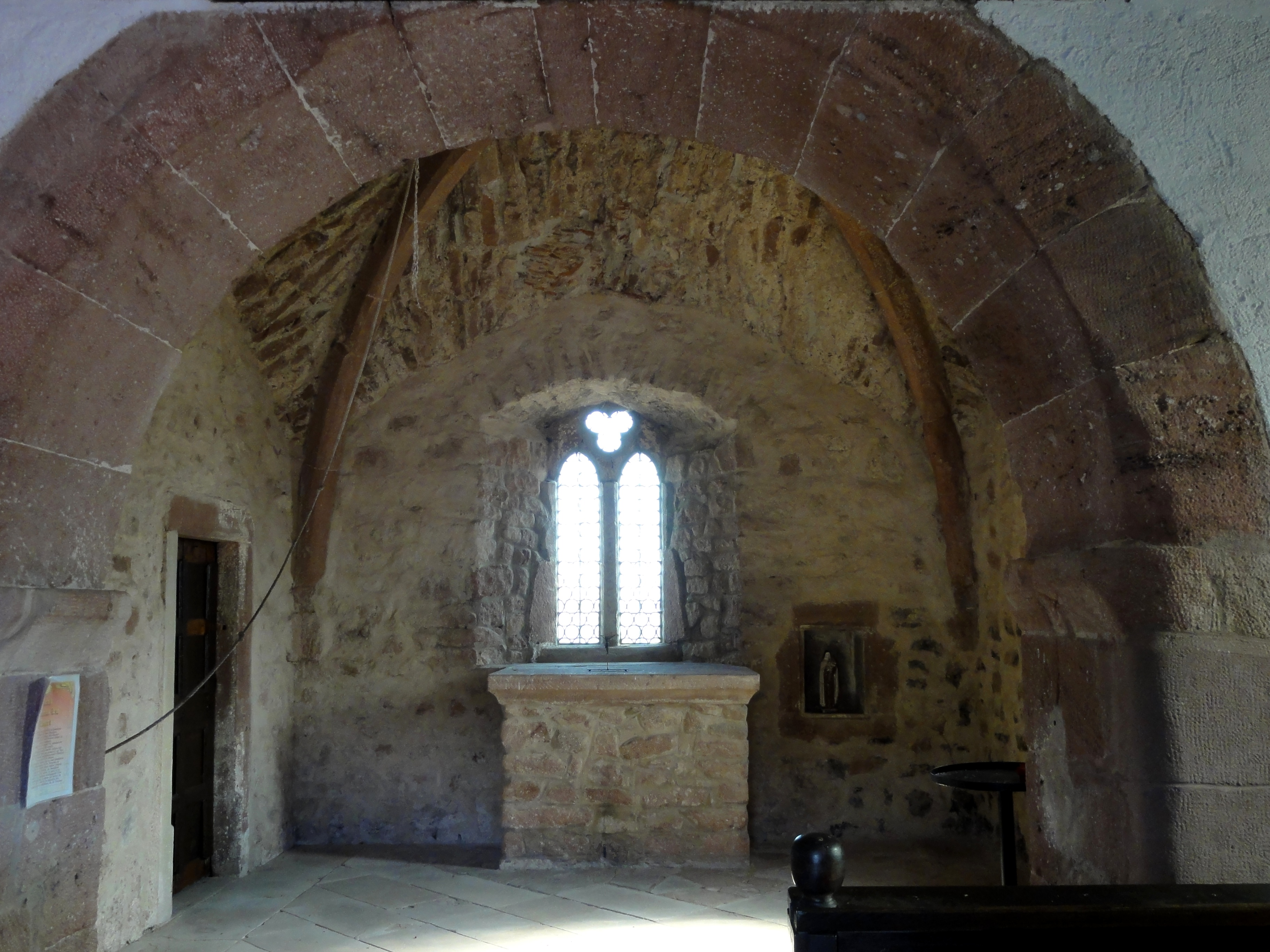
Blick in den Turmchor

Saint-Antoine ist die Friedhofskapelle von Wisches (Département Bas-Rhin) in der Region Grand Est. Die Kapelle ist seit 2002 eingetragen im Verzeichnis des kulturellen Erbes in Frankreich.

## Baugeschichte und Beschreibung
Die Friedhofskapelle ist hervorgegangen aus der alten Pfarrkirche von Wisches, deren Chorturm aus dem  13. Jahrhundert sie darstellt. 1371 wurde sie als Tochterkirche der Pfarrei Lutzelhouse genannt. Der Zehnte und das Kollationsrecht standen dem Stift Niederhaslach zu.
1741 wurde die neue Pfarrkirche St-Michel im Zentrum von Wisches errichtet und später das Kirchenschiff von St-Antoine niedergelegt, von dem sich einzig die gequaderte Südostecke erhalten hat. 1784 wurde der Chorturm mit einem kleinen Andachtsraum und einer neuen Sakristei als Friedhofskapelle hergerichtet. 